# Bajt Suhin
Bajt Suhin (arab. بيت سوهين) – wieś w Syrii, w muhafazie Latakia. W 2004 roku liczyła 593 mieszkańców.